# 陈翊科
陈翊科，中华人民共和国政治人物。
担任农业劳模。江西永修县陈翊科初级农业生产合作社主任。1954年，当选第一届全国人民代表大会代表。